# Llista d'alcaldes de Figueres

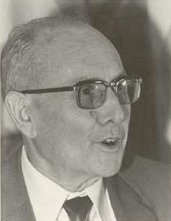
Alexandre Deulofeu i Torres, filòsof, fou alcalde de Figueres l'any 1937

A continuació es mostra la llista d'alcaldes contemporanis de Figueres (1874-actualitat). La primera vegada en la història que es parla d'un batlle, però, és a la Carta Pobla (1267), en la qual es diu que la persona destinada per aquest càrrec és nomenada pel rei. El primer batlle de Figueres conegut és Domènec Cabida (28 de desembre de 1299).
| Nom i cognoms                                                  | Inici mandat       | Fi mandat          |
| -------------------------------------------------------------- | ------------------ | ------------------ |
| Restauració borbònica - Regnat d'Alfons XII (1875-1885)        |                    |                    |
| Manuel García Camps                                            | 18/12/1874         | 04/12/1875         |
| Josep Maria Martí Julià                                        | 04/12/1875         | 01/03/1876         |
| Francesc Jordi Romañach                                        | 01/03/1876         | 25/03/1881         |
| Sebastià Costa Pagès                                           | 25/03/1881         | 01/07/1881         |
| Basili Alegret Giralt                                          | 01/07/1881         | 01/07/1883         |
| Enric Casellas Batlle                                          | 01/07/1883         | 24/07/1890         |
| Regència de Maria Cristina (1885-1902)                         |                    |                    |
| César Vázquez Fino                                             | 24/07/1890         | 01/07/1891         |
| Eduard de Fonsdeviela Díaz                                     | 01/07/1891         | 01/01/1894?        |
| Joan Corominas Serra                                           | Nomenat 18/01/1893 | Nomenat 18/01/1893 |
| Joan Moragas Simón                                             | 01/01/1894         | 01/07/1897         |
| Joan Corominas Serra                                           | 01/07/1897         | 01/03/1898         |
| Eduard Puig Soler                                              | 01/03/1898         | 01/07/1898         |
| Joan Maria Bofill Roig                                         | 01/07/1899         | 31/12/1901         |
| Regnat d'Alfons XIII (1902-1931)                               |                    |                    |
| Joan Heras Calverol                                            | 01/01/1902         | 31/12/1903         |
| Tomàs Jordà de Genover                                         | 01/01/1904         | 31/12/1905         |
| Martí Carreras Rebujent                                        | 01/01/1906         | 30/06/1909         |
| Joan Carbona Molins                                            | 01/07/1909         | 31/12/1911         |
| Gregori Santaló Pagès                                          | 01/01/1912         | 31/12/1913         |
| Mariano Pujolar Vidal                                          | 01/01/1914         | 27/07/1917         |
| Juan Moragas Simon                                             | 27/07/1917         | 03/12/1917         |
| Marià Pujulà Vidal                                             | 03/12/1917         | 01/04/1920         |
| Vicenç Ros i Marisch                                           | 01/04/1920         | 30/09/1923         |
| Dictadura de Primo de Rivera (1923-1930)                       |                    |                    |
| Juli Margall Colls                                             | 01/10/1923         | 13/12/1923         |
| Josep Carbonell Turbau                                         | 13/12/1923         | 13/02/1924         |
| Eduard Puig Soler                                              | 13/02/1924         | 30/05/1925         |
| Bernat Palmer Montaner                                         | 30/05/1925         | 04/02/1926         |
| Pere Vives Casademont                                          | 04/02/1926         | 21/10/1927         |
| Ramon Bassols Palau                                            | 21/10/1927         | 21/05/1928         |
| Vacant (acc. 1r tinent d'alcalde, Francisco Riera Torrent)     | 21/05/1928         | 02/06/1928         |
| Josep Jou Carreras                                             | 02/O6/1928         | 25/02/1930         |
| Vacant (acc. regidor, Juan Carbona Molins)                     | 25/02/1930         | 21/03/1930         |
| Segona República Espanyola (1931-1939)                         |                    |                    |
| Fèlix Jaume Gelart                                             | 21/03/1930         | 15/04/1931         |
| Vacant (comissió provisional República, Mariano Pujolar Vidal) | 15/04/1931         | 23/04/1931         |
| Marià Pujulà Vidal                                             | 23/04/1931         | 12/10/1934         |
| Federico López Tabar                                           | 12/10/1934         | 26/10/1934         |
| Quirze Callís Imbert                                           | 26/10/1934         | 02/05/1935         |
| Juli Moradell Campsolinas                                      | 02/05/1935         | 02/09/1935         |
| Vacant (acc. 1r tinent d'alcalde, Luis Coll de Cendra)         | 02/09/1935         | 13/09/1935         |
| José Alonso Costa                                              | 13/09/1935         | 24/12/1935         |
| Quirze Callís Imbert                                           | 24/12/1935         | 18/02/1936         |
| Marià Pujulà Vidal                                             | 18/02/1936         | 16/10/1936         |
| Josep Viusa Camps                                              | 16/10/1936         | 25/05/1937         |
| Alexandre Deulofeu Torres                                      | 25/05/1937         | 02/11/1937         |
| Ricard Martín Serra                                            | 02/11/1937         | 17/05/1938         |
| Baldomer Vidal Compte                                          | 17/05/1938         | 08/02/1939         |
| Sense alcalde                                                  | 09/02/1939         | 09/02/1939         |
| Dictadura franquista (1939-1975)                               |                    |                    |
| Josep Jou Carreras                                             | 10/02/1939         | 12/07/1946         |
| Joan Bonaterra Matas                                           | 12/07/1946         | 30/04/1953         |
| Joan Junyer de Bodalles                                        | 30/04/1953         | 17/10/1960         |
| Ramon Guardiola Rovira                                         | 17/10/1960         | 22/09/1973         |
| Pere Giró Brugués                                              | 22/09/1973         | 08/01/1979         |
| Josep Fajol Mercader                                           | 09/01/1979         | 03/04/1979         |
| Democràcia (primeres eleccions 03/04/1979)                     |                    |                    |
| Josep Maria Ametlla Peris                                      | 03/04/1979         | 13/07/1979         |
| Miquel Esteba Caireta                                          | 20/07/1979         | 05/08/1980         |
| Eduard Puig Vayreda                                            | 02/09/1980         | 08/05/1983         |
| Marià Lorca Bard                                               | 23/05/1983         | 27/05/1995         |
| Joan Armangué Ribas                                            | 17/06/1995         | 26/05/2007         |
| Santiago Vila Vicente                                          | 16/12/2007         | 04/01/2013         |
| Marta Felip Torres                                             | 04/01/2013         | 14/11/2018         |
| Jordi Masquef Creus                                            | 14/11/2018         | 15/06/2019         |
| Agnès Lladó Saus                                               | 15/06/2019         | 17/06/2023         |
| Jordi Masquef Creus                                            | 17/06/2023         |                    |